# Oleksandrija
Oleksandrija (in ucraino Олександрія?, in russo Александрия?, Aleksandrija) è una città ucraina (76 097 abitanti), nel distretto di Oleksandrija, nell'oblast' di Kirovohrad. Ospita l'amministrazione del distretto di Oleksandrija e della comunità territoriale di Oleksandrija, una delle comunità territoriali dell'Ucraina.
Fino al 18 luglio 2020 Oleksandrija costituiva una città di rilevanza regionale e fungeva da centro amministrativo del distretto di Oleksandrija, sebbene non appartenesse al distretto. Come parte della riforma amministrativa dell'Ucraina, che ha ridotto a quattro il numero di distretti dell'oblast' di Kirovohrad la città è stata integrata nel distretto di Oleksandrija.

## Geografia

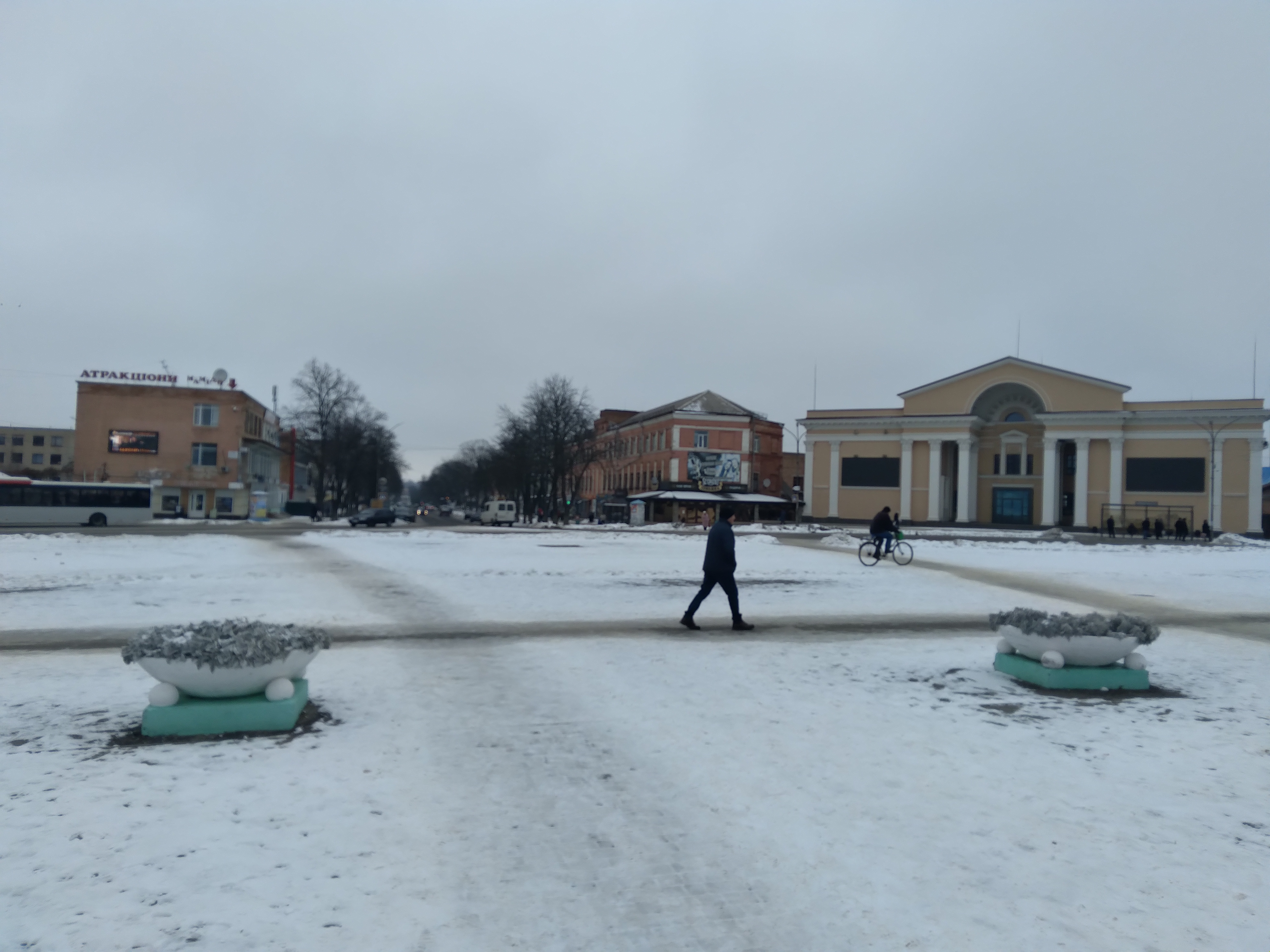
centro città

Oleksandrija è situata a 80 km a nord-est di Kropyvnyc'kyj.

## Storia
Nei secoli XV-XVIII, il territorio  ella città moderna faceva parte dei possedimenti di Sič di Zaporižžja e dell'Etmanato. 

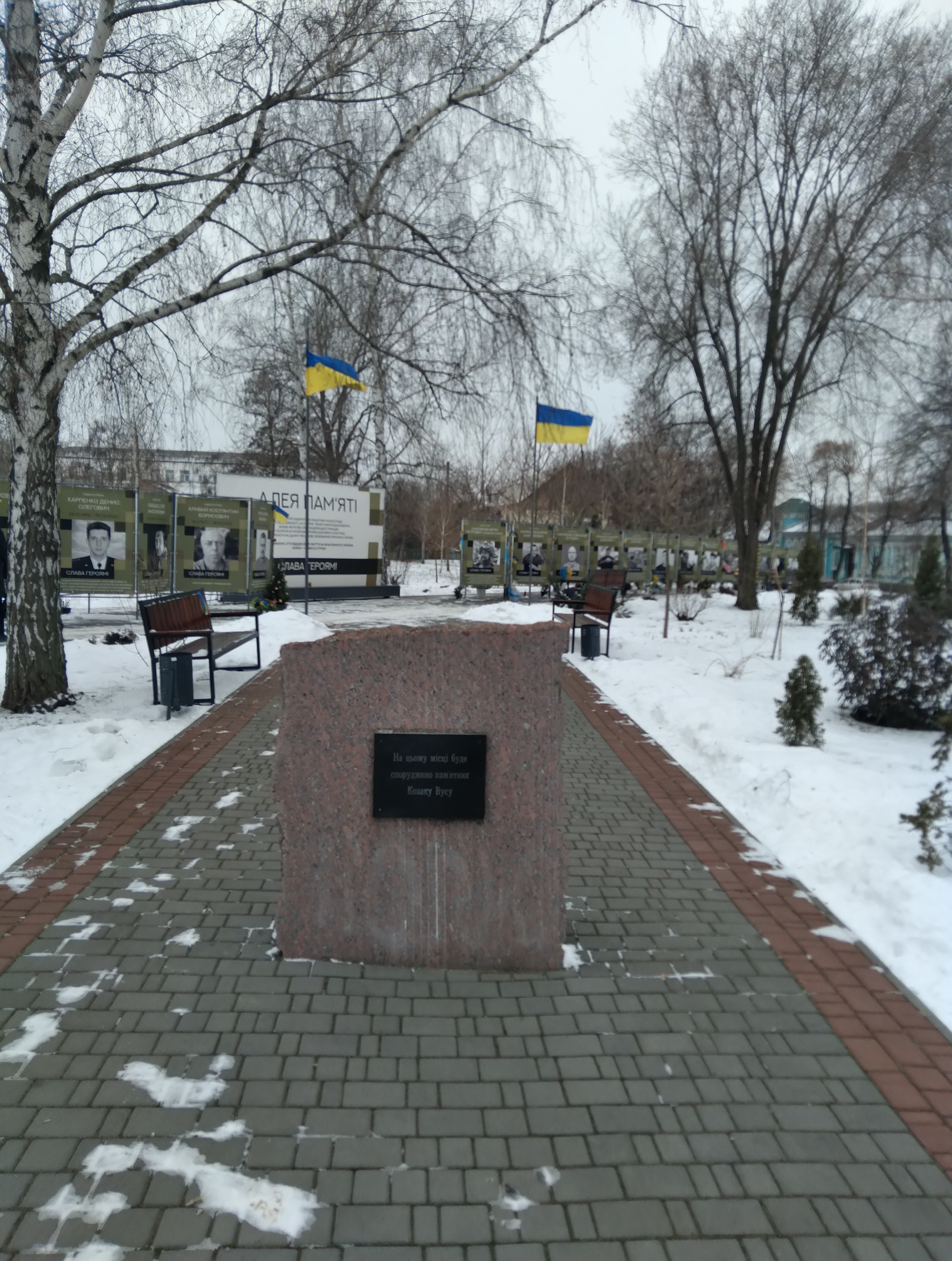
il parco del cosacco Vus, il fondatore della città

La città è stata fondata dai cosacchi ucraini. Secondo i dati del XVIII secolo, negli anni Quaranta del Settecento, un centinaio di cosacchi Kremenchug del reggimento Myrorod "Gryhoriy Usyk con suo fratello Sydor, Pylyp Usyk e suo fratello Kyrylo" si stabilirono qui. Anche se non furono i primi coloni in queste zone. Inizialmente, l'insediamento si chiamava Usivka.
La registrazione ufficiale dell'insediamento risale al 1754, quando nella regione fu costruita la fortezza di Santa Elisabetta (oggi Kropyvnyc'kyj). Durante l'istituzione della colonia russa della Nuova Serbia nel 1752-1764, la 3ª compagnia della Nuova Serbia fu acquartierata a Usivka Pandurs. Al posto di Usivka fu stabilito l'accampamento (sconce) Bechey (dal nome della città serba di Bečej).
Nel 1764 la Nuova Serbia fu liquidata e Usykivka divenne parte della provincia elisabettiana del governatorato della Nuova Russia, che esistette fino al 1783, quando il suo territorio fu incluso nel vicereame di Ekaterinoslav. Nel 1784, il governo russo diede all'insediamento un nome ellenico di Aleksandrjys'k e successivamente Aleksandrija (localmente come Oleksandrija). Nel 1806-1922, Oleksandrija era un capoluogo di contea (uezd).

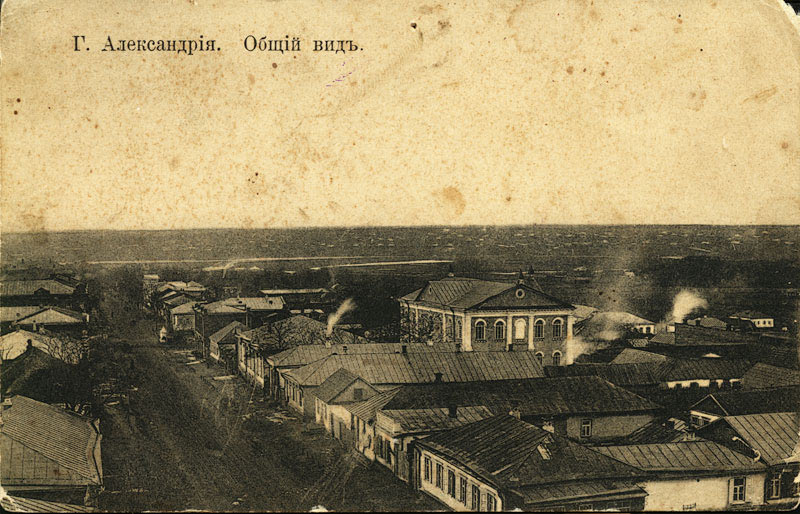
panorama della città, 1900

Durante la guerra sovietico-ucraina nel 1917 apparvero rami dei cosacchi liberi ucraini sul territorio di Oleksandrija. Nel maggio 1919, la città fu il centro di una rivolta antibolscevica guidata dall'atamano Nykyfor Hryhoriv. Il 23 maggio 1919 la rivolta fu brutalmente repressa dalle forze dell'Armata Rossa.
Durante l'Holodomor del 1932-1933 morirono 1 729 abitanti della città.
Il 6 agosto 1941 fu occupata dalla Wehrmacht in seguito alla ritirata strategica dell'Armata Rossa. Durante l'occupazione nazista la locale popolazione ebraica, circa 2 500 persone, fu sterminata. L'amministrazione nazista ha anche giustiziato oltre 5.500 prigionieri di guerra sovietici come parte della posizione nazista sulla questione della mancata firma da parte dei sovietici della convenzione di Ginevra del 1929. La città fu liberata dalle Forze armate sovietiche il 6 dicembre 1943.
Nel 1989 qui vivevano 102.611 residenti.
Nel 2013 qui vivevano 82.819 residenti.
Durante la guerra nell'Ucraina orientale morirono 24 persone di Oleksandrija, in onore delle quali nel Giorno dell'Indipendenza 2017 fu aperto un monumento a forma di croce con un tridente.

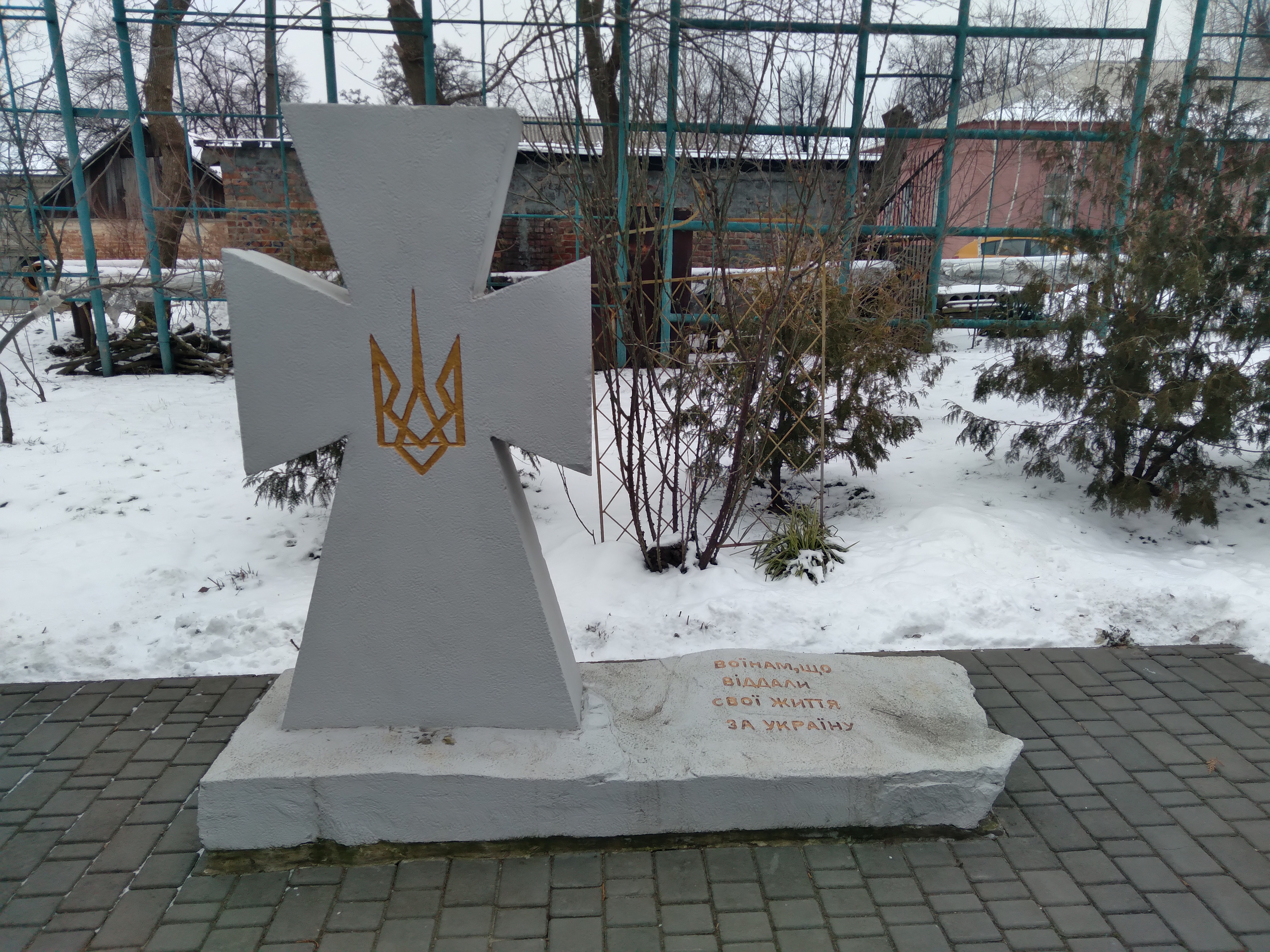
un monumento agli eroi della guerra russo-ucraina

Durante l'invasione russa dell'Ucraina, il 15 aprile 2022, alle 22:26, i russi hanno colpito le infrastrutture della città e dell'aeroporto con due missili. Più tardi, il capo dell'amministrazione statale regionale di Kirovohrad, Andrij Rajkovyč, e il sindaco di Oleksandrija, Serhij Kuzmenko, hanno riferito dei morti e dei feriti a seguito dell'attacco.
Nel 2023, in occasione del Giorno dell'Indipendenza, è stato inaugurato il Vicolo della memoria dei caduti della guerra russo-ucraina.